# Giovanni Frau
Giovanni Frau (Fiume, 22 febbraio 1940) è un linguista e filologo italiano.

## Biografia
Laureato in Lettere e filosofia all'università di Padova (1964), dove fu studente del Collegio Don Mazza, ha insegnato presso la stessa e poi all'università di Udine, dove è stato docente di Linguistica e Filologia Romanza. È membro di vari enti culturali, storici e linguistici. Collabora con diversi periodici, sia nazionali che internazionali, ed è direttore della rivista Ce fastu?, organo della Società Filologica Friulana.
Gli studi di Giovanni Frau si sono indirizzati verso le lingue retoromanze e in particolare sul friulano.

## Opere
- Frau, Giovanni. "Dizionario toponomastico del Friuli-Venezia Giulia: Scolastica." (1978).
- Frau, Giovanni. "The Linguistic History of Friulian." The Linguistic History of Friulian (2015): 13-29.
- Frau, Giovanni. "Toponomastica preromana e romana nel territorio di Aquileia antica." Antichità Altoadriatiche (1979).

## Fonti
- Informazioni dal sito dell'Università di Udine con lista delle pubblicazioni (PDF) [collegamento interrotto], su uniud.it.

| Controllo di autorità | VIAF (EN) 12407045 · ISNI (EN) 0000 0000 8091 6879 · SBN CFIV007668 · LCCN (EN) n78096089 · BNF (FR) cb124720707 (data) · J9U (EN, HE) 987007322453605171 |